# تنباکوی زینتی
تنباکوی زینتی(نام علمی: Nicotiana sylvestris) نام یک گونه از تیره بادنجانیان است.